# Liste der Biografien/Rep
Liste der Biografien |
Portal Biografien |
Personensuche
# |
A |
B |
C |
D |
E |
F |
G |
H |
I |
J |
K |
L |
M |
N |
O |
P |
Q |
R |
S |
T |
U |
V |
W |
X |
Y |
Z |
?
 
Ra |
Rb |
Rd |
Re |
Rh |
Ri |
Rj |
Rk |
Rl |
Rm |
Rn |
Ro |
Rr |
Rs |
Rt |
Ru |
Rv |
Rw |
Rx |
Ry |
Rz
 
Rea |
Reb |
Rec |
Red |
Ree |
Ref |
Reg |
Reh |
Rei |
Rej |
Rek |
Rel |
Rem |
Ren |
Reo |
Rep |
Req |
Rer |
Res |
Ret |
Reu |
Rev |
Rew |
Rex |
Rey |
Rez
Die Liste der Biografien führt alle Personen auf, die in der deutschsprachigen Wikipedia einen Artikel haben. Dieses ist eine Teilliste mit 124 Einträgen von Personen, deren Namen mit den Buchstaben „Rep“ beginnt.

## Rep
- Rep, Johnny (* 1951), niederländischer FußballspielerJohnny Rep (* 1951)

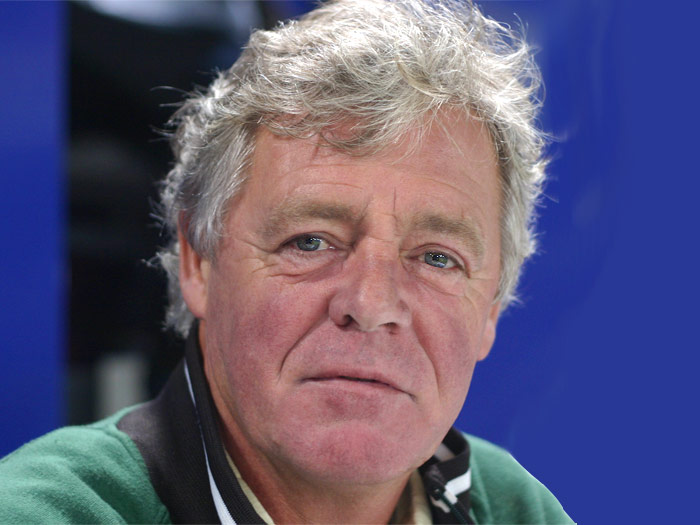
Johnny Rep (* 1951)

- Rep, Rachel (* 1967), deutsche Schlagzeugerin, Autorin und Model
- Rep, Rajko (* 1990), slowenischer Fußballspieler
- Rep, Trijnie (* 1950), niederländische Eisschnellläuferin

### Repa
- Řepa, Vojtěch (* 2000), tschechischer Radrennfahrer
- Repac, Mia (* 2004), australische Tennisspielerin
- Repacholi, Michael (* 1944), australischer Strahlenschutzexperte
- Repanšek, Luka (* 1987), slowenischer Philologe
- Repar, Harald (* 1962), österreichischer Manager und Mitglied des Bundesrates
- Reparata, frühchristliche Märtyrin
- Repas, Žiga (* 2001), slowenischer Fußballspieler
- Repasi, René (* 1979), deutscher Rechtswissenschaftler und Politiker (SPD)

### Repe
- Repe, Jurij (* 1994), slowenischer Eishockeyspieler
- Répécaud, Dominique (1955–2016), französischer Fusionmusiker und Musikproduzent
- Repelaer van Driel, Ocker (1759–1832), niederländischer Politiker
- Repelaer van Driel, Roline (* 1984), niederländische Ruderin
- Repelius, Betsy (1848–1921), niederländische Genremalerin
- Repellin, Ari (* 2004), französischer Skispringer
- Repellin, Francis (* 1969), französischer Nordischer Kombinierer
- Repellini, Pierre (* 1950), französischer Fußballspieler und -trainer
- Repenhagen, Nicolaus, Sekretär des Hansekontors in Bergen und der Lübecker Bergenfahrer
- Repenning, Werner (1914–1967), deutscher Brigadegeneral
- Repentin, Thierry (* 1963), französischer Politiker (Parti Socialiste)
- Repeša, Jasmin (* 1961), kroatischer Basketballtrainer
- Repeta, Nina (* 1967), US-amerikanische Schauspielerin
- Repetto, Barbara (1947–2024), italienische Politikerin
- Repetto, Cristóbal (* 1979), argentinischer Tango-Sänger
- Repetto, Sandro (* 1959), italienischer Politiker

### Repf
- Repfennig, Karl (1936–2021), deutscher Maler, Graphiker und Bildhauer

### Repg
- Repgen, Konrad (1923–2017), deutscher Historiker
- Repgen, Tilman (* 1964), deutscher Privatrechtler und Rechtshistoriker

### Reph
- Rephun, Hans († 1595), Verwaltungs- und Finanzbeamter des Markgraftums Brandenburg-Kulmbach
- Rephun, Johann George Siegmund von († 1788), kursächsischer Beamter

### Repi
- Řepík, Michal (* 1988), tschechischer Eishockeyspieler
- Repilow, Pawel Alexandrowitsch (* 2002), russischer Rennrodler
- Repilow, Roman Alexandrowitsch (* 1996), russischer Rennrodler
- Repin, Ilja Jefimowitsch (1844–1930), russischer Maler des RealismusIlja Jefimowitsch Repin (1844–1930)

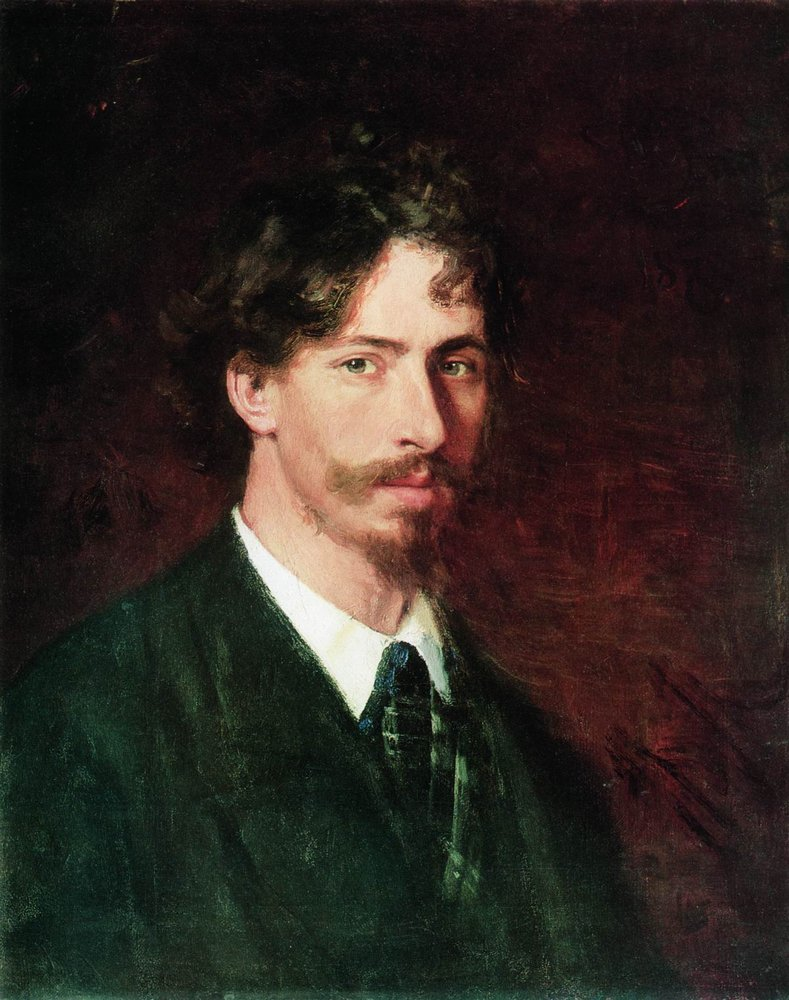
Ilja Jefimowitsch Repin (1844–1930)

- Repin, Vadim (* 1971), russischer Violinist
- Repina, Lorina Petrowna (* 1947), sowjetische bzw. russische Mediävistin und Hochschullehrerin
- Repinc Zupančič, Nejka (* 2002), slowenische Skispringerin
- Repinc, Lena (* 2003), slowenische Biathletin
- Repinski, Gordon (* 1977), deutscher Journalist
- Repinski, Martin (* 1986), estnischer Unternehmer und Politiker, Bürgermeister von Jõhvi
- Repiská, Martina (* 1995), slowakische Badmintonspielerin

### Repj
- Repjach, Iwan Igorewitsch (* 2001), russischer Fußballspieler
- Repjew, Wladimir Georgijewitsch (1956–2009), sowjetisch-russischer Handballspieler und Sportkommentator

### Repk
- Repka, Attila (* 1968), ungarischer Ringer und Olympiasieger
- Repka, Christopher (* 1998), slowakischer Schachgroßmeister
- Repka, Ed, US-amerikanischer Künstler
- Repka, Johannes (* 1978), deutscher Filmkomponist, Gitarrist und Produzent
- Řepka, Tomáš (* 1974), tschechischer Fußballspieler
- Repke, Heinrich (1877–1962), deutscher Kunstmaler
- Repke, Kurt (1919–2001), deutscher Biochemiker und Pharmakologe
- Repke, Willi (1911–2009), deutscher Kunstmaler
- Repkin, Rahel (* 1998), estnische Fußballnationalspielerin
- Repková, Eva (* 1975), slowakische Schachmeisterin

### Repl
- Replansky, Naomi (1918–2023), US-amerikanische Lyrikerin

### Repn
- Repnik, Friedhelm (* 1949), deutscher Politiker (CDU), MdL und Sozialminister des Landes Baden-Württemberg
- Repnik, Hans-Peter (1947–2025), deutscher Politiker (CDU), MdBHans-Peter Repnik (1947–2025)

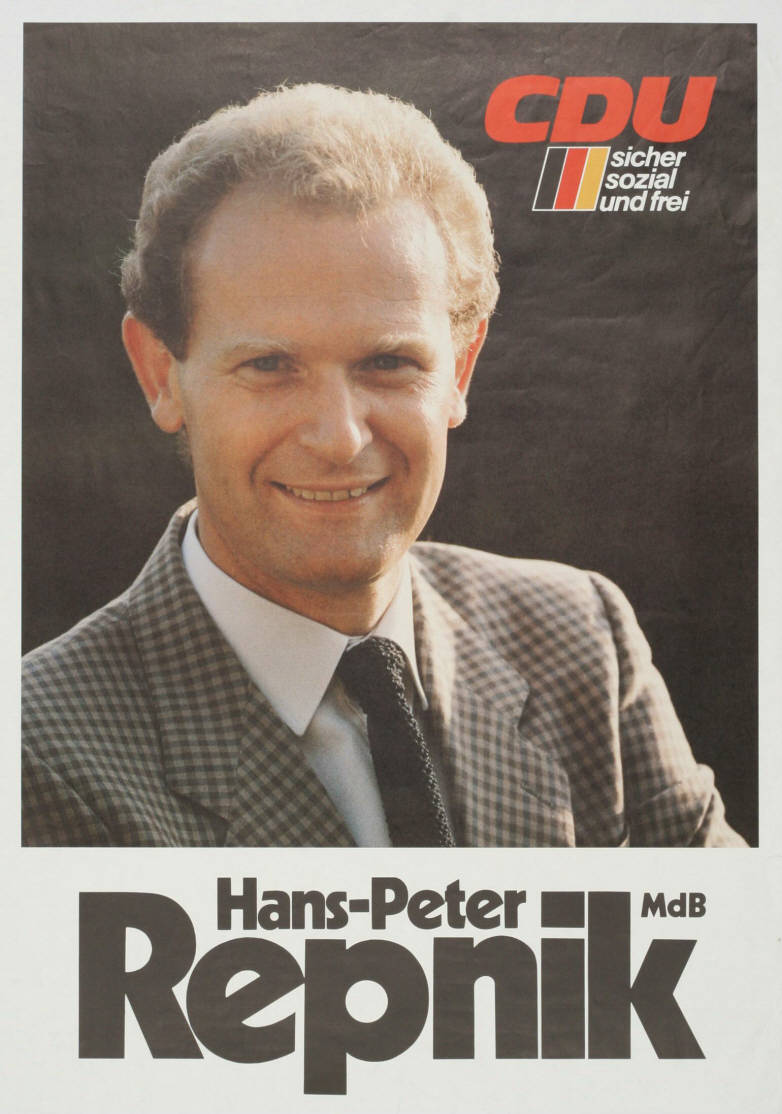
Hans-Peter Repnik (1947–2025)

- Repnik, Matic (* 2001), slowenischer Biathlet
- Repnin, Anikita Iwanowitsch (1668–1726), Generalfeldmarschall der russischen Armee
- Repnin, Boris Wadimowitsch (* 1962), sowjetischer Eisschnellläufer
- Repnin, Nikolai Wassiljewitsch (1734–1801), russischer Generalfeldmarschall und Diplomat
- Repnin-Wolkonski, Nikolai Grigorjewitsch (1778–1845), russischer Fürst und General
- Repnina, Natalja Alexandrowna (1737–1798), russische Adlige und Hofdame
- Repnina-Wolkonskaja, Warwara Nikolajewna (1808–1891), russische Schriftstellerin und Memoirenschreiberin
- Repnjow, Wladimir Andrejewitsch (* 1949), russischer Eishockeyspieler

### Repo
- Repo, Juhani (* 1948), finnischer Skilangläufer
- Repo, Matti (* 1959), finnischer Geistlicher und evangelischer Bischof von Tampere
- Repo, Mitro (* 1958), finnischer Politiker, MdEP und orthodoxer Priester
- Repo, Paavo (* 1927), finnischer Biathlet und Biathlontrainer
- Repo, Sami (* 1971), finnischer Skilangläufer
- Repo, Sarianna (* 1988), finnische Biathletin
- Repo, Seppo (* 1947), finnischer Eishockeyspieler und -trainer
- Repohl, Friederike (* 1994), deutsche Fußballspielerin
- Repola, Anneli (* 1954), finnische Eisschnellläuferin
- Repole, Roberto (* 1967), italienischer Geistlicher, römisch-katholischer Erzbischof von Turin und Bischof von Susa und KardinalRoberto Repole (* 1967)

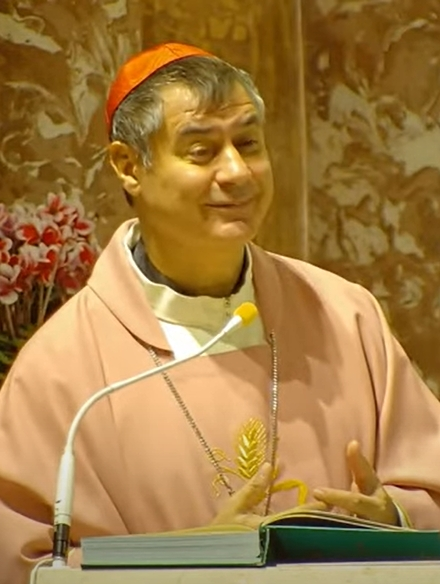
Roberto Repole (* 1967)

- Repolust, Manfred (* 1972), österreichischer Politiker (FPÖ)
- Repond, Catherine (1663–1731), Schweizer Justizopfer
- Repond, Jules (1853–1933), 24. Kommandant der Päpstlichen Schweizergarde
- Repond, Kimmy (* 2006), Schweizer EiskunstläuferinKimmy Repond (* 2006)

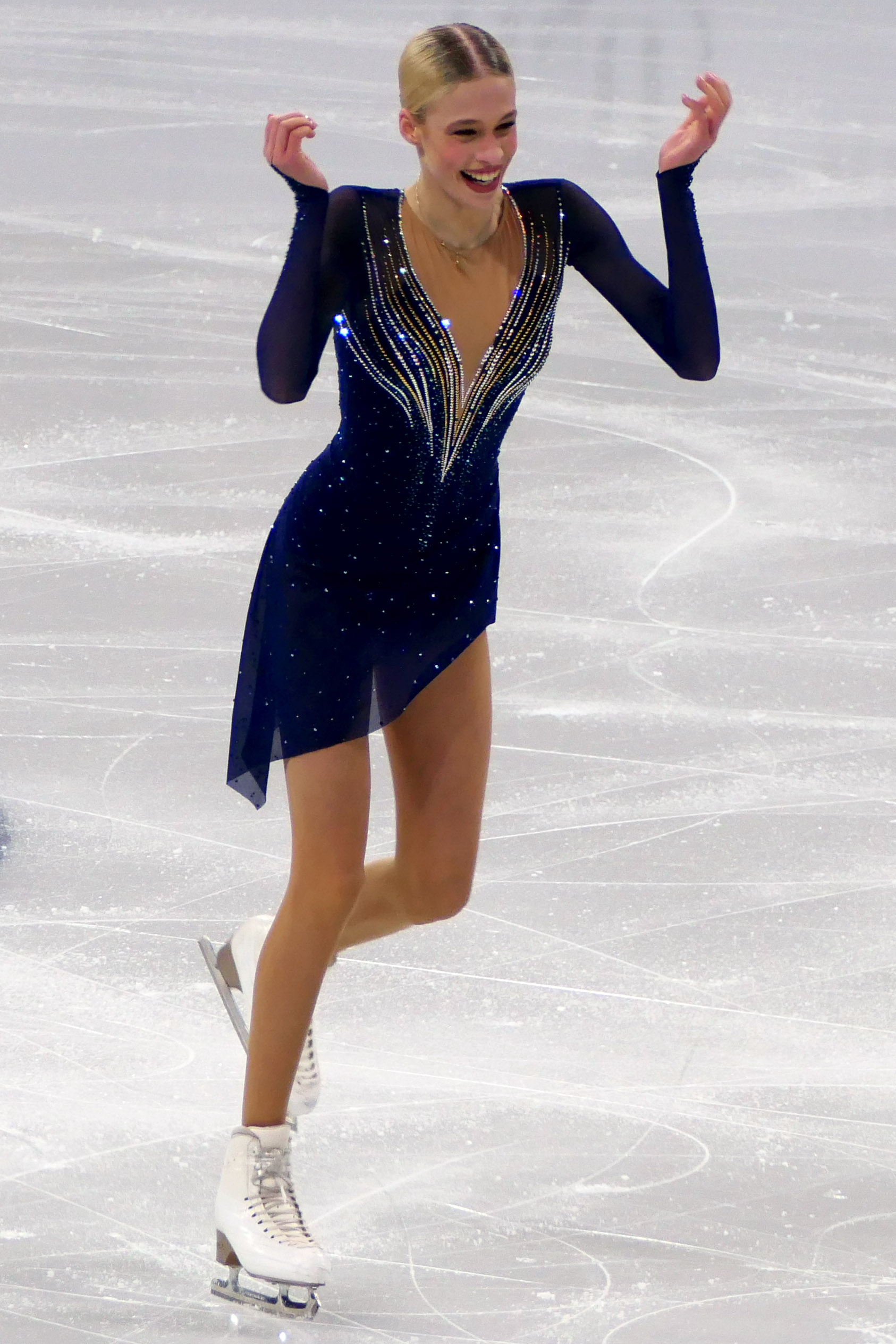
Kimmy Repond (* 2006)

- Repond, Paul (1856–1919), Schweizer Psychiater
- Reponen, Perttu (* 2002), finnischer nordischer Kombinierer
- Repovš, Dušan (* 1954), slowenischer Mathematiker und Hochschullehrer

### Repp
- Repp, Ed Earl (1901–1979), US-amerikanischer Autor
- Repp, Friedrich (1903–1974), österreichischer Germanist und Hochschullehrer
- Repp, Jascha (* 1972), deutscher Physiker
- Repp, Pierre (1909–1986), französischer Komiker und Schauspieler
- Repp, Sabrina (* 1999), deutsche Politikerin (SPD)
- Reppas, Dimitris (* 1952), griechischer Politiker
- Reppe, Christiane (* 1987), deutsche Handbikerin
- Reppe, Theodor (* 1986), deutscher Internetaktivist, Unterstützer von WikiLeaks
- Reppe, Walter (1892–1969), deutscher Chemiker, Mitbegründer der Acetylenchemie
- Reppel, Anneliese (1899–1967), deutsche Schauspielerin
- Reppel, Lothar (* 1926), deutscher Pharmazeut und Hochschullehrer
- Reppen, Iren (* 1965), norwegische Schauspielerin, Sängerin und Künstlerin sowie Theaterleiterin
- Reppenhagen, Bernd-Uwe (* 1959), deutscher Schauspieler
- Reppenhagen, Werner (1911–1996), deutscher Gärtner
- Reppert, Arthur (1893–1970), deutscher Schauspieler
- Reppert, Heinrich Sebastian von (1718–1800), preußischer Generalleutnant, Chef des Leibkarabinerregiments
- Reppert, Johann Daniel Ludwig von (1724–1800), preußischer Landrat
- Reppert, Karl Ludwig (* 1882), deutscher Jurist und Ministerialbeamter
- Reppert, Ralf (* 1959), deutscher Politiker (CDU), MdA
- Reppert, Rudolf (1881–1968), deutscher Chemiker, Unternehmer und Politiker (NSDAP) sowie Landrat
- Reppien, Günter (* 1951), deutscher Gesamtbetriebsratsvorsitzender der RWE Power AG
- Reppin, Reinhold (1873–1937), deutscher Architekt und Beamter
- Repplier, Agnes (1855–1950), US-amerikanische Schriftstellerin und Essayistin
- Reppold, Eberhard (1934–2013), deutscher Bildhauer und Graphiker
- Reppy, John (* 1931), US-amerikanischer Physiker

### Repr
- Represas, Luís (* 1956), portugiesischer Musiker und Komponist

### Reps
- Reps, Mailis (* 1975), estnische Politikerin, Mitglied des Riigikogu
- Repschinski, Boris (* 1962), deutscher katholischer Theologe
- Repschläger, Wilhelm (1870–1945), deutscher Handwerker (Zimmerer) und Politiker (SPD, KPD), MdR
- Repše, Einars (* 1961), lettischer Politiker, Mitglied der Saeima und Ministerpräsident
- Repsold, Adolf (1806–1871), deutscher Spritzenmeister und Konstrukteur optischer Instrumente
- Repsold, Georg (1804–1885), deutscher Techniker und Unternehmer
- Repsold, Johann Adolf (1838–1919), deutscher Konstrukteur und Unternehmer
- Repsold, Johann Georg (1770–1830), deutscher FeinmechanikerJohann Georg Repsold (1770–1830)

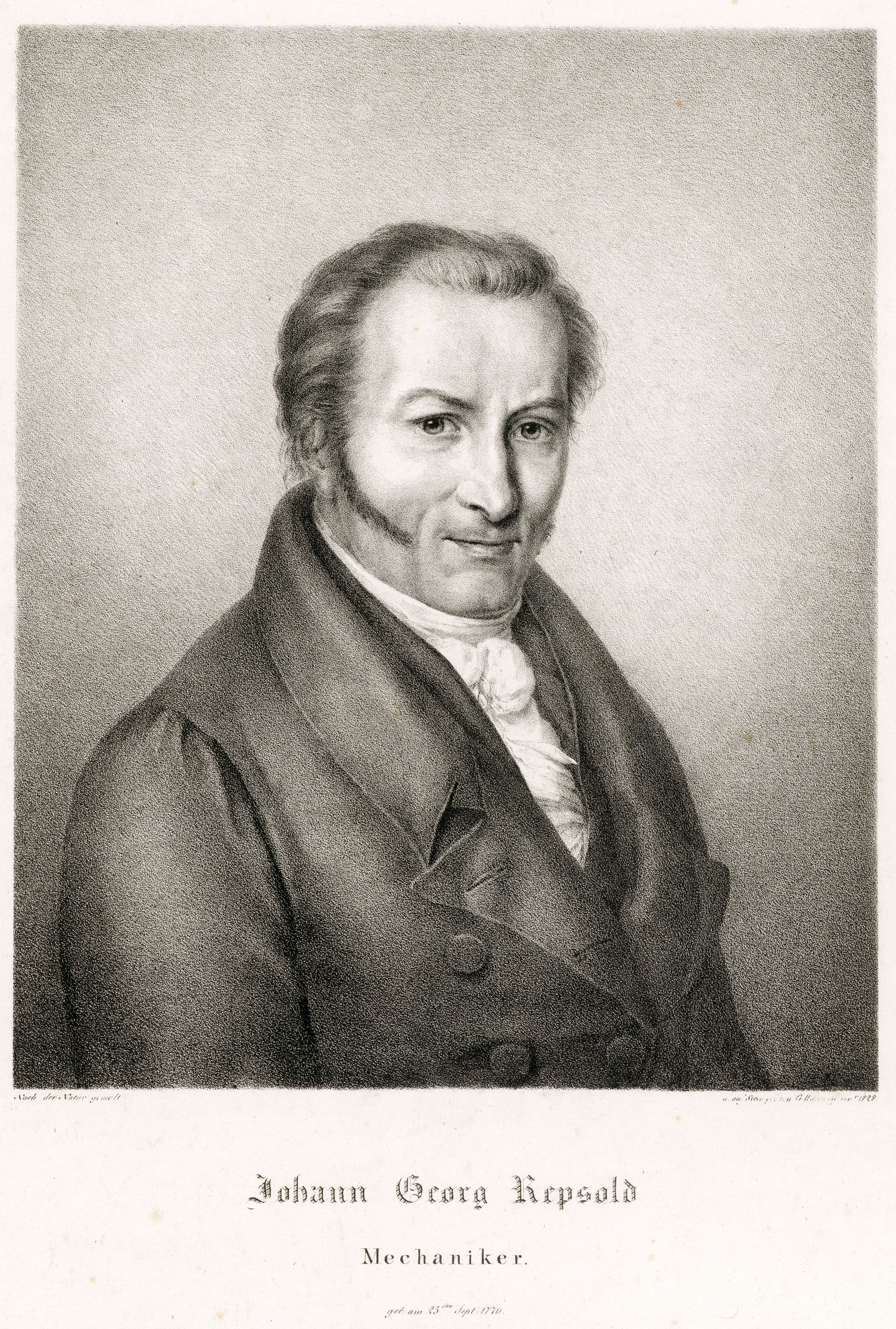
Johann Georg Repsold (1770–1830)

- Repsold, Oscar (1842–1919), deutscher Ingenieur, Unternehmer und Politiker, MdHB
- Repsold, Wilhelm (1885–1969), deutscher Bildhauer, Keramiker, Illustrator und Scherenschnittkünstler

### Rept
- Repta, Basil von (1842–1926), griechisch-orthodoxer Theologe und Hochschullehrer in Czernowitz
- Repton, Humphry (1752–1818), englischer Landschaftsarchitekt

### Repu
- Repušić, Ivan (* 1978), kroatischer Dirigent
- Reputnebu, Königin der altägyptischen 5. Dynastie